# Sutton Foster
Sutton Lenore Foster (18 de março de 1975 - Statesboro, Geórgia) é uma atriz, cantora e dançarina estadunidense. É mais conhecida por seu trabalho na Broadway, pelo qual recebeu dois Tony Awards de Melhor Atuação de Atriz Principal em 2002 pelo seu papel como Millie Dillmount em “Thoroughly Modern Millie” e em 2011 por sua atuação como Reno Sweeney em “Anything Goes” . Seus outros trabalhos na Broadway incluem “Little Women”, “The Drowsy Chaperone”, “Young Frankenstein”, “Shrek the Musical” e “Violet”. Na televisão, Foster atuou no papel principal na comédia de curta duração da  ABC Family "Bunheads" entre 2012 e 2013. Desde março de 2015 ela estrela a comédia da TV Land,“Younger".

## Início
Foster nasceu em Statesboro, Georgia, e foi criada em  Troy, Michigan. Aos 15 anos, ela foi concorrente no reality de TV “Star Search”. Sutton abandonou a escola antes de graduar-se (recebeu seus diploma por curso à distância) para juntar-se à turnê nacional de “The Will Rogers Follies” dirigido por Tommy Tune. Após a turnê, Foster frequentou a Carnegie Mellon University por um ano, mas abandonou a faculdade para dedicar-se integralmente ao teatro. Em maio de 2012, ela recebeu um doutorado da “Ball State University”, "em reconhecimento da sua incrível carreira no teatro, televisão e musica, além de suas contribuições para o desenvolvimento profissional dos alunos da Ball State University."
Seu irmão mais velho, Hunter Foster, também é ator.

## Carreira

### Teatro
Foster fez sua estreia na Broadway com uma pequena participação como "Sandy Dumbrowski" em “Grease” em 1996. Em seguida apareceu em “The Scarlet Pimpernel” (1997) e em “Annie” de  1997. Sutton também teve pequena participação na Broadway em 2000 como apoio em “Les Misérables”.
Durante os ensaios da turnê pré-Broadway de “Thoroughly Modern Millie”, Sutton substituiu a atriz Erin Dilly, no papel de "Millie".  Ela estreou em 2002 no papel, tendo recebido diversas críticas positivas.    Foster acabou por vencer o Tony de Melhor Atriz em Um Musical de 2002, o Drama Desk Award for Outstanding Actress in a Musical, e o Outer Critics Circle Award como Outstanding Actress in a Musical por sua atuação.
Em maio de 2005, Foster participou da adaptação musical do livro de Louisa May Alcott "Little Women", pela qual foi nomeada ao seu segundo Tony Award.Foster retorna à Broadway no Marquis Theatre em maio de 2006 para “The Drowsy Chaperone”. 
Foster co-estrelou no musical produzido por Mel Brooks adaptado de seu filme Young Frankenstein.
Interpretou a Princesa Fiona em “Shrek the Musical”, que estreou na Broadway em dezembro de 2008. Por esse papel, Foster venceu o seu segundo Outer Critics Circle Award por Outstanding Actress in a Musical e foi nomeada ao seu quarto Tony Award como Melhor Atuação de Atriz Principal em um Musical. Foster executou sua ultima apresentação em janeiro de 2010, quando o show finalizou-se na Broadway. Foster participou no projeto inicial de um novo musical,  “Bonnie and Clyde: A Folktale”, em junho de 2009. Seu irmão, Hunter é o escritor musical da obra. 
Foster atuou como Nurse Fay Apple na produção de “Anyone Can Whistle” de abril de 2010.
Foster deu aulas por um semestre em um programa estudantil da Universidade de Nova Iorque no início de 2010, tendo culminado com uma performance em maio do mesmo ano chamada de "From Rodgers To Heart". Ela deu aulas novamente no final do semestre de 2010, encerrando com uma outra performance, "Crazy for Gershwin". Ambas as apresentações foram dirigidas por Deborah Abramson.
Foster de um curso de uma semana na Ball State University em Janeiro de 2010. Ela manteve sua ligação com a instituição em setembro de 2010, trabalhando em sala de aula e realizando oficinas para os alunos do Departamento de Teatro e Dança. Na primavera de 2012, ela voltou para a Ball State dando aulas e orientando a equipe interdisciplinar que escreveu o musical The Circus in Winter, e co-dirigiu junto do Departamento de Dança a produção de 2012 chamada The Drowsy chaperone; Foster acabou por receber um Doutorado Honorário da Universidade no mesmo ano. 
Foster fez sua estreia Off-Broadway na comédia “TrusT” de Paul Weitz junto de Zach Braff, Bobby Cannavale e Ari Graynor, que teve suas prévias iniciadas em Júlio de 2010, com sua abertura oficial em agosto do mesmo ano
Foster interpretou Reno Sweeney no Reavivamento da Broadway de “Anything Goes", cujas apresentações iniciaram-se em março de 2011. Foster ganhou seu terceiro  Outer Critics Circle Award e segundo Drama Desk Award, além de um Tony Award por sua atuação no musical. A  Apresentação final de Foster ocorreu em março de 2012, quando foi substituída por Stephanie J. Block. Foster abandonou o musical para participar do drama da ABC Family “Bunheads”, que estreou em Junho de 2012. 
Em março de 2014, a atriz estrelou no musical “Violet”. Foster recebeu sua sexta indicação ao Tony pela obra. 

### Televisão

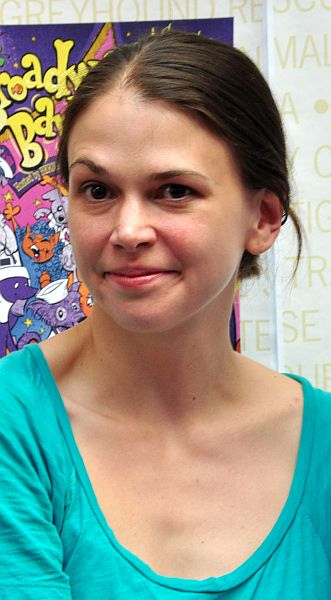
Foster em 2011

Em 2007, Foster realizou uma participação especial no musical de bonecos “Johnny and the Sprites”  e em um arco de três episódios na sitcom da HBO,  “Flight of the Conchords”. Ela também fez uma pequena participação em “Law and Order: SVU”,  no ano de 2010.
A atriz atuou no papel principal da serie Bunheads, desenvolvido por Amy Sherman-Palladino, criadora de “Gilmore Girls”. A atriz ganhou um “Gracie Award” e uma indicação ao “3rd Critics' Choice Television Awards” de Melhor Atriz de Comédia.  A série foi cancelada após uma temporada. Em 2015 iniciou como personagem principal da série “Younger”, criada por Darren Star.

### Filme
Em 2013, Foster participou de um produção chamada “Gravy”. Em 2014, atuou junto de Robin Williams no filme "The Angriest Man in Brooklyn"'.

### Música
O primeiro álbum de Foster, "Wish", foi lançado em fevereiro de 2009, com canções variando do pop ao jazz. 

## Vida Pessoal
Foster conheceu o ator Christian Borle na faculdade, tendo se casado com o mesmo em setembro de 2006. O casal acabou por separar-se quarto anos depois, tendo o divórcio sido confirmado durante uma entrevista de rádio. Foster e Borle continuam amigos e colegas de trabalho, eventualmente.  Foster namorou o ator Bobby Cannavale entre 2010 e 2011. Em 2012, atriz confirmou que não estavam mais juntos. Em 2013, Foster anunciou que estava relacionando-se com o escritor Ted Griffin. Ela e Griffin se casaram em 25 de outubro de 2014.
Foster já se autodeclarou uma amante de cachorros, tendo dois animais desde sua estreia na Broadway.

## Créditos

### Filmes
| Ano  | Título (em inglês)           | Papel          | Notas                |
| ---- | ---------------------------- | -------------- | -------------------- |
| 1989 | Mr. Terbillion's Ambition    | Sarah          | Documentário         |
| 2008 | Just in Case                 | Boy            | Dublagem             |
| 2013 | Shrek the Musical            | Princesa Fiona | Apresentação filmada |
| 2014 | The Angriest Man in Brooklyn | Adela          |                      |
| 2014 | The Nobodies                 | Amy            | Documentário         |
| 2015 | Gravy                        | Kerry          |                      |
| 2016 | Mired                        | Esposa (Voz)   | Documentário         |

### Televisão
| Ano     | Titulo                            | Papel               | Notas                                           |
| ------- | --------------------------------- | ------------------- | ----------------------------------------------- |
| 1990    | Star Search                       | Ela mesma           |                                                 |
| 2007    | Johnny and the Sprites            | Tina                | Episódio: "Johnny's Sister Tina/Spritesgiving!" |
| 2007    | Flight of the Conchords           | Coco                | 3 episódios                                     |
| 2008    | The Battery's Down                | Ela mesma           | Episódio: "I Think I'm Gonna Like it Here"      |
| 2010    | Law & Order: Special Victims Unit | Rosemary            | Episódio: "P.C."                                |
| 2011-12 | Sesame Street                     | Ela mesma           | 2 episódios                                     |
| 2012    | Royal Pains                       | Julie Sharp         | Episódio: "Bottoms Up"                          |
| 2012–13 | Bunheads                          | Michelle Simms      | Personagem principal (18 episódios)             |
| 2013    | Doc McStuffins                    | Frida               | Episódio: "Frida Fairy Flies Again"             |
| 2014    | Psych                             | Gretchen Eikleberry | Episódio: "A Nightmare on State Street"         |
| 2015–21 | Younger                           | Liza Miller         | Papel principal; 36 episódios                   |
| 2015    | Elementary                        | Tara Parker         | Episódio: "Absconded"                           |
| 2016    | Mad Dogs                          | Gerda               | Episódio: "Broodstock"                          |
| 2016    | Gilmore Girls                     | TBA                 | 2 episódios                                     |

### Teatro
| Ano     | Título                                                 | Papel                                        | Notas                               |
| ------- | ------------------------------------------------------ | -------------------------------------------- | ----------------------------------- |
| 1992    | The Will Rogers Follies                                | Banda                                        | Turnê nacional                      |
| 1995    | Grease                                                 | Sandy Dumbrowski (susbstituição)             | Turnê nacional                      |
| 1996    | Grease                                                 | Sandy Dumbrowski (susbstituição)             | Eugene O'Neill Theatre, Broadway    |
| 1997    | Annie                                                  | Star To Be/Dog Catcher/Cecille/Ronnie Boylan |                                     |
| 1997    | The Scarlet Pimpernel                                  | Banda                                        |                                     |
| 1998    | What the World Needs Now                               | Jennifer                                     |                                     |
| 1999    | Les Misérables                                         | Eponine (substituição)                       | Turnê nacional                      |
| 2000    | Dorian                                                 | Irmã Claire                                  |                                     |
| 2000    | Les Misérables                                         | Eponine u/s (substituição)                   | Broadway                            |
| 2000    | Thoroughly Modern Millie                               | Millie Dilmount                              |                                     |
| 2001    | Os 3 Mosqueteiros                                      | Constance                                    |                                     |
| 2001    | South Pacific                                          | Nellie Forbush                               |                                     |
| 2002–04 | Thoroughly Modern Millie                               | Millie Dilmount                              | Broadway                            |
| 2002    | Funny Girl                                             | Fanny Brice                                  |                                     |
| 2003    | Chess                                                  | Svetlana                                     |                                     |
| 2004    | Snoopy! The Musical                                    | Peppermint Patty                             |                                     |
| 2004    | Me and My Girl                                         | Sally Smith                                  |                                     |
| 2005    | Little Women                                           | Jo March                                     |                                     |
| 2005    | The Drowsy Chaperone                                   | Janet Van de Graaf                           |                                     |
| 2006–07 | The Drowsy Chaperone                                   | Janet Van de Graaf                           | Marquis Theatre, Broadway           |
| 2007    | Young Frankenstein                                     | Inga                                         |                                     |
| 2007–08 | Young Frankenstein                                     | Inga                                         | Broadway                            |
| 2008    | Shrek The Musical                                      | Princesa Fiona                               |                                     |
| 2008–10 | Shrek The Musical                                      | Princesa Fiona                               | Broadway                            |
| 2010    | Anyone Can Whistle                                     | Fay Apple                                    |                                     |
| 2010    | They're Playing Our Song                               | Sonia Walsk                                  |                                     |
| 2010    | Trust                                                  | Prudence                                     |                                     |
| 2011–12 | Anything Goes                                          | Reno Sweeney                                 | Stephen Sondheim Theatre, Broadway  |
| 2013    | Violet                                                 | Violet Karl                                  | New York City Center                |
| 2014    | Violet                                                 | Violet Karl                                  | American Airlines Theatre, Broadway |
| 2015    | The Wild Party                                         | Queenie                                      | New York City Center                |
| 2016    | Defying Gravity: The Songs of Stephen Schwartz Concert | Cantora                                      |                                     |

### Discografia
- Violet (Original Broadway Cast Recording)
- Anything Goes (New Broadway Cast Recording)
- An Evening with Sutton Foster: Live at the Café Carlyle (2011)[74]
- Wish, primeiro álbum solo (2009)
- Shrek The Musical (Original Broadway Cast Recording)
- Keys – The Music of Scott Alan
- Young Frankenstein (Original Broadway Cast Recording)
- The Drowsy Chaperone (Original Broadway Cast Recording)
- Little Women (Original Broadway Cast Recording)
- The Maury Yeston Songbook (2003) [75]
- Thoroughly Modern Millie (Original Broadway Cast Recording)
- Jule Styne in Hollywood (2006)[76]

## Prêmios

### Teatro
| Ano  | Associação           | Categoria                                                       | Trabalho indicado        | Resultado |
| ---- | -------------------- | --------------------------------------------------------------- | ------------------------ | --------- |
| 2002 | Tony Awards          | Tony Award para Melhor Atuação de Atriz Principal em um Musical | Thoroughly Modern Millie | Venceu    |
| 2002 | Drama Desk Awards    | Drama Desk Award Para Melhor Atriz em um Musical                | Thoroughly Modern Millie | Venceu    |
| 2002 | Outer Critics Circle | Melhor Atriz em um Musical                                      | Thoroughly Modern Millie | Venceu    |
| 2002 | Astaire Awards       | Melhor Dancarina                                                | Thoroughly Modern Millie | Venceu    |
| 2005 | Tony Awards          | Tony Award para Melhor Atuação de Atriz Principal               | Little Women             | Indicado  |
| 2005 | Drama Desk Awards    | Drama Desk Award Para Melhor Atriz em um Musical                | Little Women             | Indicado  |
| 2006 | Tony Awards          | Tony Award para Melhor Atuação de Atriz Principal               | The Drowsy Chaperone     | Indicado  |
| 2006 | Drama Desk Awards    | Drama Desk Award Para Melhor Atriz em um Musical                | The Drowsy Chaperone     | Indicado  |
| 2009 | Tony Awards          | Tony Award para Melhor Atuação de Atriz Principal               | Shrek                    | Indicado  |
| 2009 | Drama Desk Awards    | Drama Desk Award Para Melhor Atriz em um Musical                | Shrek                    | Indicado  |
| 2009 | Outer Critics Circle | Melhor Atriz em um Musical                                      | Shrek                    | Venceu    |
| 2011 | Tony Awards          | Tony Award para Melhor Atuação de Atriz Principal               | Anything Goes            | Venceu    |
| 2011 | Drama Desk Awards    | Drama Desk Award Para Melhor Atriz em um Musical                | Anything Goes            | Venceu    |
| 2011 | Outer Critics Circle | Melhor Atriz em um Musical                                      | Anything Goes            | Venceu    |
| 2011 | Astaire Awards       | Melhor Atriz em um Musical                                      | Anything Goes            | Venceu    |
| 2012 | Grammy Awards        | Best Musical Theater Album                                      | Anything Goes            | Indicado  |
| 2014 | Tony Awards          | Tony Award para Melhor Atuação de Atriz Principal               | Violet                   | Indicado  |

### Televisão
| Ano  | Associação                        | Categoria                                                       | Trabalho indicado                     | Resultado |
| ---- | --------------------------------- | --------------------------------------------------------------- | ------------------------------------- | --------- |
| 2012 | Teen Choice Awards                | "Breakout Star Female"                                          | Bunheads                              | Indicado  |
| 2013 | Gracie Awards                     | "Outstanding Female Actor in a Breakthrough Role"               | Bunheads                              | Venceu    |
| 2013 | Critics' Choice Television Awards | "Critics' Choice Television Award para Melhor Atriz em Comédia" | Bunheads                              | Indicado  |
| 2016 | Women's Image Network Awards      | Melhor Atriz em Série de Comédia                                | Younger (episódio: "I’m With Stupid") | Indicado  |